# I Could Have Loved You
I Could Have Loved You è un singolo del duo musicale britannico Lighthouse Family, pubblicato nel 2003 ed estratto dalla raccolta Greatest Hits.

## Tracce
- CD

1. I Could Have Loved You (Album Version)
2. End of the Sky (Phil Bodger Mix)
3. Lifted (Linslee 7" Mix)
4. I Could Have Loved You (Music Video)